# روبرت سكوت (موظف مدني)
روبرت سكوت (بالإنجليزية: Robert Scott)‏ هو موظف مدني أسترالي، ولد في 30 ديسمبر 1841 في درني في المملكة المتحدة، وتوفي في 3 أغسطس 1922 في بريزبان في أستراليا.